# Großes Solo für Anton
Großes Solo für Anton ist ein 1976 erschienener phantastischer Roman von Herbert Rosendorfer. Er handelt vom spontanen Verschwinden der Menschheit und erzählt die Geschichte des einzigen Überlebenden Anton L. (daher der Titel).

## Inhalt
Anton L., bis dahin Finanzbeamter mit einigen skurrilen Gewohnheiten, erwacht eines Morgens als einziger überlebender Mensch nach dem Verschwinden der Menschheit. In der Nacht hat er einen Lichtschein bemerkt, „ein fahler, gelblicher Schein wie in einer Schneenacht“.
Er stellt fest, dass auf mysteriöse Weise sich alle anderen Menschen entmaterialisiert zu haben scheinen. Ihre Kleider liegen als leere Hüllen noch dort, wo sie verschwunden sind. Ein Grauen beschleicht ihn: „Die Seele gibt einen erwachsenen Bezirk nach dem anderen auf, verwandelt sich zurück, verteidigt zum Schluß nur noch den Kern des Wesens, der schon da war, als man noch Kind war.“
Nach einigen Aufwallungen solcher Panik passt er sich der neuen Situation aber relativ schnell an und beginnt, sich der Hinterlassenschaften der verschwundenen Menschen zu bedienen. Er zieht zunächst in ein großes Hotel und schließlich in ein Schlösschen innerhalb der ehemalig landesherrlichen Residenz. Der Gang der Erzählung wird immer wieder unterbrochen durch Episoden aus Anton L.s früherem Leben, ausgelöst meist durch Reminiszenzen Anton L.s, wenn er bei seinen Exkursionen in der menschenleeren Stadt auf Orte seines früheren Lebens trifft.
Bei einem dieser Gänge, als Anton L. sich Kerzen aus der ehemaligen Hof-Wachszieherei holt, findet er einen nur mit der Initiale „L.“ adressierten Brief. Vor der Wachszieherei steht das Denkmal eines Kurfürsten. Der Inhalt des Briefes ist: „Lieber Ludwig, ich täusche mich diesmal nicht: was wir suchen, gibt es. Vielleicht bin ich morgen schon soweit. Geben Sie mir schnell den Anscheg zurück, nicht später als ½ 10. Es grüßt Sie Ihr C.“ Er fragt sich, was wohl ein Anscheg ist.
Anton L.s Neugier ist geweckt, die ihn schließlich auf die Spur eines Buches bringen wird, nicht irgendeines Buches, sondern des Buches schlechthin. Das Motto des Romans, „Der Endzweck der Welt ist ein Buch“, ein Zitat von Stéphane Mallarmé, ist nämlich wortwörtlich zu nehmen. Der Adressat des Briefes, wie sich herausstellt ein Mann namens Soliman Ludwig, war Zentrum eines Kreises von gelehrten Erforschern gewisser okkulter Bereiche der Altertumskunde. In der Wohnung Ludwigs findet Anton L. mehrere Bündel mit Korrespondenzen, die sich teilweise über viele Jahre erstreckten. Daraus wird klar, dass die Gruppe um Ludwig zunächst das Ziel hatte „einen Bestand der auf der ganzen Welt vorhandenen Geheimbibliotheken aufzunehmen“, daraus erwächst die Suche nach einem ganz bestimmten Objekt, nämlich dem erwähnten Buch der Bücher, auch „Summe der Summen“ genannt. Den entscheidenden Hinweis findet er im letzten Brief Ludwigs. Der schreibt:

„Jedes Lebewesen tendiert, nein: drängt dazu, um sich herum ihm entsprechende Lebewesen zu schaffen oder vorhandene Strukturen entsprechend dem eigenen Bild umzustempeln. Die Matrize ist das Geheimnis des Lebens. […] Ich habe deshalb berechtigten Anlaß zur Vermutung, daß die Welt, unsere Welt, die Erde und ihre Schöpfungseinheit auch den Hang und Drang zur Matrize hat. Das Ergebnis war es – das Buch.“

Ludwigs Theorie zufolge existiert ein solches Abbild der Welt in Buchform und durch die Mühen einer „Dynastie von nicht sehr hochgestellten Assassinen-Emiren war, die im Lauf von etwa 200 Jahren in einer Burg am Nordabhang des persischen Elburs-Gebirges das Werk verfaßten.“
Anton L. schließt nun, dass es an ihm als dem letzten Menschen sein müsse, das Endziel der Geschichte zu realisieren, indem er das Buch liest. Freilich weiß er nicht, wo es sich befinden mag. Die ursprüngliche Mitteilung über den Anscheg bringt ihn weiter. Er hatte falsch gelesen. Dort stand nicht Anscheg, sondern Ausweis, in diesem Fall ein Ausweis für die Rara-Abteilung der Staatsbibliothek, wo die von einem Freund Ludwigs bestellten Kopien aus einem Werk des British Museum zur Abholung bereit liegen und Anton L. sie dann auch findet.

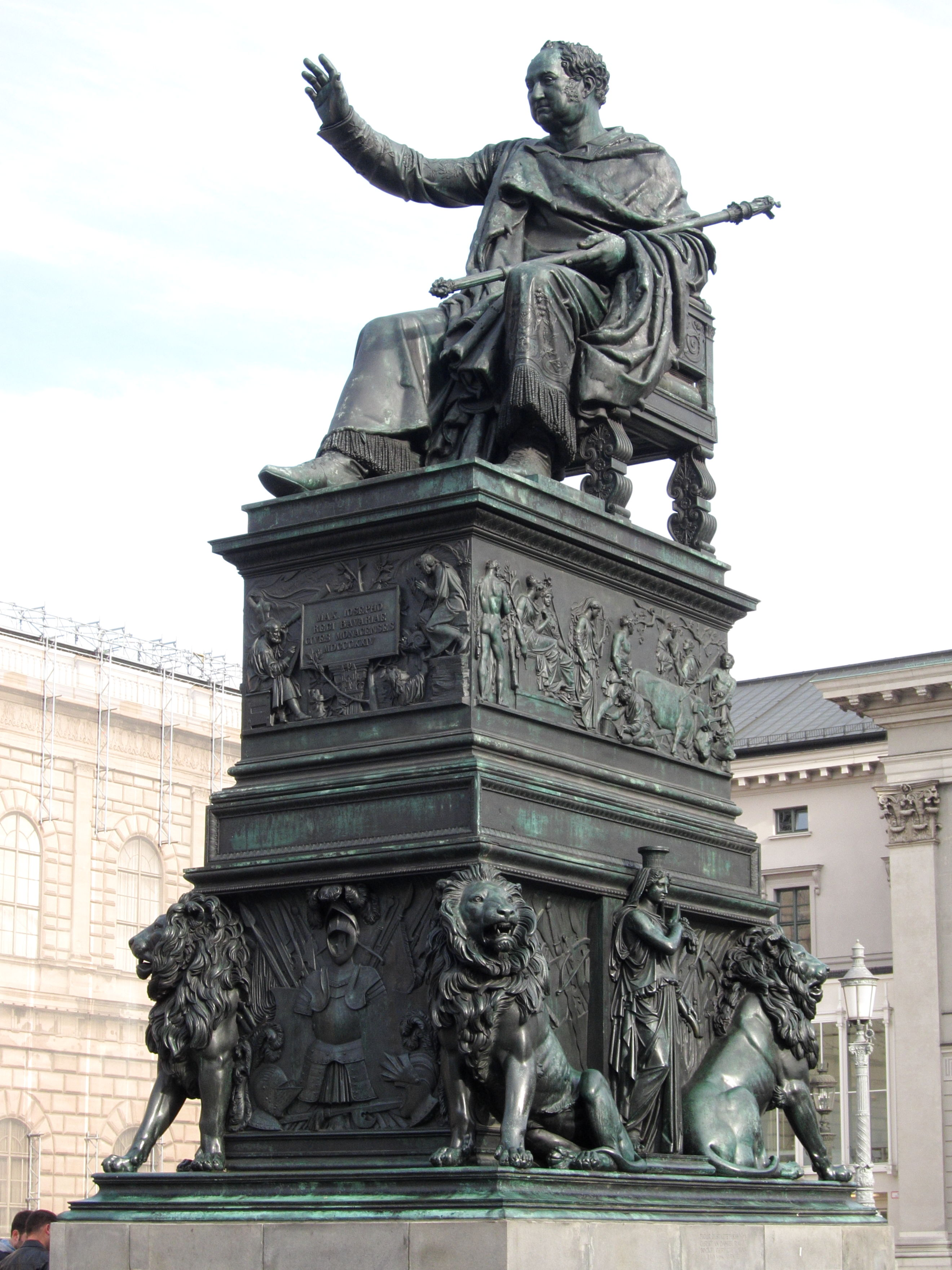
Denkmal des Kurfürsten Max Joseph vor der Münchner Residenz

Dem Werk beigebunden ist ein Bericht über die Reise eines Prinzen Philipp Moritz, Herzog von B*** und Sohn eines Kurfürsten nach Venedig, wo er sich verliebte und an gebrochenem Herzen starb. Von der Angebeteten des Prinzen erhält dessen Hofmeister ein Kästchen und darin „ein wunderliches Buch mit leeren Seiten“.
Das Buch ist dann mit dem Nachlass des Prinzen in den Besitz der Familie des Prinzen gelangt und könnte sich also, so vermutet Anton L., noch in der Stadt und insbesondere in der Residenz befinden. In der Bibliothek der Residenz sucht Anton L. das Buch zunächst vergeblich. Seit einiger Zeit unterhält sich Anton L. mit dem Kurfürstendenkmal. Anton L. findet das nicht sonderlich ungewöhnlich und hält das für eine ganz normale Folge seiner Einsamkeit, immerhin habe sich seinerzeit der Weltumsegler Chichester mit Wasserlöchern unterhalten, ohne dass der verrückt gewesen wäre. Einer Anregung des Kurfürsten und der geschichtsteleologischen Überlegung folgend, dass für ihn als vorgesehenem Leser des Buches dieses dann auch in erreichbarer Nähe auffindbar sein müsse, durchsucht er das Schlösschen, in dem er seit einer Weile wohnt. Dort findet er in einem Wandregal hinter der Täfelung dann das Buch.
Anton L. beginnt mit der sorgfältigen Lektüre des Textes, der nur bei Sonnenlicht sichtbar wird. Das aus drei Teilen zu je 12 Kapiteln bestehende Buch ist tiefgründig, aber dennoch leicht fasslich. „Die Summe der Summen nannte sich das Buch gelegentlich selber in den ersten Kapiteln. Später handelte es von anderen, tieferen Dingen.“ Mit Fortschreiten der Lektüre beginnt Anton L. die Welt insgesamt zu begreifen und jede Seite ist nun für ihn „schon ein Meer der Erkenntnis, in das er eintauchte“. Nebenbei vollziehen sich, von Anton L. anfangs kaum bemerkt, einige Veränderungen mit ihm und um ihn: er muss kaum mehr Essen und Trinken, auch sonstige körperliche Bedürfnisse verschwinden, und er gewinnt Macht über die Natur. Als einmal die Sonne untergehen will, er aber seine Lektüre noch nicht unterbrechen will, befiehlt er der Sonne, stillzustehen: „da gab die Sonne nach, wurde eine sanfte gläserne Kugel und beugte sich den nun sonnenhaften Augen Anton L.s.“ Zum Schluss erscheint noch ein dienstbarer Engel, der Sonja heißt. „Der letzte Satz des dritten Teiles, der letzte Satz des sechsunddreißigsten Kapitels, der letzte Satz des Buches lautete: Du bist Gott.“
Anton L., der nun Gott ist, bzw. dessen Gottheit ihm bewusst geworden ist, beschließt, die Menschheit zu rematerialisieren. Der Hase Jacob – Anton L. spricht nicht nur mit Kurfürsten-Denkmälern, sondern auch mit Hasen – überredet ihn, zunächst doch erst einmal ein paar Muster der neuen Menschheit zu erschaffen. Diese erweisen sich sämtlich als groteske Missgeburten.

„»Kann Gott sich selber auflösen?« fragte Anton L.

»Das glaube ich nicht«, sagte der Hase.

»Ich glaube es eigentlich auch nicht«, sagte Anton L. »Gott kann nicht sagen: ich löse mich auf. Was passiert, wenn Gott sagt:

ich   löse   mich   auf   –«“

Der Roman endet hier nicht ganz. Es folgt ein kurzes Nachspiel, in dem die Welt weiter geht, ohne Menschheit und ohne Anton L. Das Denkmal des Kurfürsten ist umgestürzt und zerbrochen: „Der Kopf war noch weiter fortgerollt. Er blickte nach oben in einen hellen, klaren Herbsthimmel, durch den ein Zug von Staren in den Süden flog.“
Breiten Raum nimmt im Buch die Rückkehr der Natur und das Verschwinden der durch den Menschen gestalteten Umwelt ein. Zunächst bemerkt Anton L. nur leichten Bewuchs der Straßen, nach und nach kehren die Tiere und auch die sonstige Natur zurück in die Stadt. Auch die Kultur des Protagonisten wird immer „natürlicher“, zunächst isst er noch Konserven, dann jagt er Tiere, die er am Schluss sogar roh verspeist.

## Ausgaben
- Erstausgabe: Grosses Solo für Anton. Diogenes, Zürich 1976, ISBN 3-257-01526-7.
- Taschenbuch: Großes Solo für Anton. Diogenes-Taschenbuch #20329, Zürich 1981, ISBN 3-257-20329-2.
- Aktuelle Ausgabe: Großes Solo für Anton. LangenMüller, München 2007, ISBN 978-3-7844-3125-3.

Übersetzungen liegen in folgenden Sprachen vor:
- Englisch: Grand solo for Anton. Übersetzt von Mike Mitchell. Dedalus, Cambridgeshire 2006, ISBN 1-903517-45-1.
- Französisch: Grand solo pour Anton. Übersetzt von Jean-Claude Capele. Fayard, Paris 1994, ISBN 2-213-59293-4.
- Polnisch: Wielkie solo Antona L. Übersetzt von Ryszard Turczyn. Czytelnik, Warschau 1989.
- Russisch: Большое соло для Антона. Латунное сердечко, или У правды короткие ноги (Bolschoje solo dlja Antona. Latunnoje serdetschko, ili U prawdy korotkije nogi). Übersetzt von O. Droždin und Je. Kolesov. Labirynt, Kiew 1996, ISBN 5-7101-0092-7 (Sammelausgabe von Großes Solo für Anton und Das Messingherz oder Die kurzen Beine der Wahrheit).